# Galeria Sztuki Atelier 2
Galeria Sztuki Atelier 2 − prywatna galeria powstała w Katowicach w latach 90. XX wieku.
Znajduje się w stolicy województwa śląskiego na ulicy Stefana Batorego 2. Zajmuje się eksponowaniem obrazów. Jest filią Galerii Sztuki Atelier z Chorzowa, założonej w 1995 przez Piotra i Jana Dziuków. Galeria wystawia swoje obrazy m.in. w katowickim Hotelu Diament, w urzędzie stanu cywilnego w Chorzowie oraz w Pałacu Kawalera w Świerklańcu.
W galerii wystawiają swoje prace m.in.: Aleksander Żywiecki, Andrzej Kacperek, Andrzej Urbanowicz, Anitta Rotter-Pucz, Bożena Burzawa, Halina Lerman, Halina Niemiec-Gomółka, Jacek Szaleniec, Jan Bembenista, Krzysztof Kopeć, Krzysztof Kłoskowski, Łukasz Lepiorz, Małgorzata Kacperek, Marian Knobloch, Mariusz Majewski, Marzena Naliwajko, Mirosław Orzechowski, Piotr Pilawa, Wojciech Szczęśniak, Zbigniew Zając.